# Muntadher Abdulameer
Muntadher Abdulameer Hadi Al-Hasan (arabisch مصطفى سعدون; * 6. Oktober 2001 in Corgi) ist ein irakischer Fußballspieler.

## Karriere

### Verein
Von al-Quwa al-Dschawiya wurde Abdulameer zur Saison 2020/21 an den al-Karkh SC verliehen. Nach seiner Rückkehr nahm er unter anderem an der AFC Champions League 2022/23 teil und wurde in jedem Gruppenspiel eingesetzt. Im Oktober 2023 verließ er al-Quwa, um sich dem Zakho SC anzuschließen. Ab Februar 2024 stand er beim al-Zawraa SC unter Vertrag. Seit Januar 2025 spielt er für al-Karma.

### Nationalmannschaft
Mit der irakischen U19 nahm Abdulameer an der Asienmeisterschaft 2018 teil. Nach ersten Freundschaftsspieleinsätzen mit der irakischen U23 ab September 2021 gehörte er zum Kader bei Asienmeisterschaft 2022, bei der er mit seinem Team bis ins Viertelfinale kam. Auch bei der Westasienmeisterschaft 2023 war er dabei und gewann mit seiner Mannschaft den Titel. Bei der Asienmeisterschaft 2024 wurde er in fast allen Partien seines Teams eingesetzt. Durch den Sieg über Indonesien im Spiel um den dritten Platz gelang dem Irak die Qualifikation für das Fußballturnier der Olympischen Spiele 2024.